# 沙马基天文台
沙马基天文台，全称为阿塞拜疆国家科学院纳西尔丁·图西沙马基天体物理天文台，是世界上最大的天文台之一，隶属于阿塞拜疆国家科学院物理、数学和技术科学系。

## 历史
阿塞拜疆科学家尤西夫·马马达利耶夫在天文台的创建中发挥了重要作用。1991年，天文台冠以中世纪数学家、物理学家和天文学家纳西尔丁·图西的名字。天文台下方的雇员定居点被命名为马马达利耶夫（皮尔库卢）。天文台的第一任台长是院士哈吉贝·苏尔坦诺夫（1960–1981）。天文台在苏尔坦诺夫的时代进行了密集的天体物理观测。
2008年9月，天文台进行了大修。

## 望远镜
天文台在苏联时期测量了德亞瑞司特彗星的光偏振现象。观测始于1966年，使用的主要仪器是东德卡尔蔡司造2米口径反射望远镜——当时它是南高加索地区的第一台大型望远镜。
此外，天文台还使用以下仪器：
- 主镜直径为50厘米的水平太阳望远镜，用于对太阳大气的光谱研究
- 直径为20/13厘米色球和光球的AFR-2望远镜，用于太阳观测
- 直径为70厘米的AZT-8反射镜
- 直径为60厘米的蔡司-600反射镜
- 直径为35厘米的AST-452弯月形馬克蘇托夫望遠鏡，配备物镜棱镜
- 2013年安装在天文台的90厘米AZT-15施密特望远镜[5]

## 天文台著名工作人员
- 纳迪尔·巴巴·奥格雷·伊巴基莫夫